# Marilyn Strickland

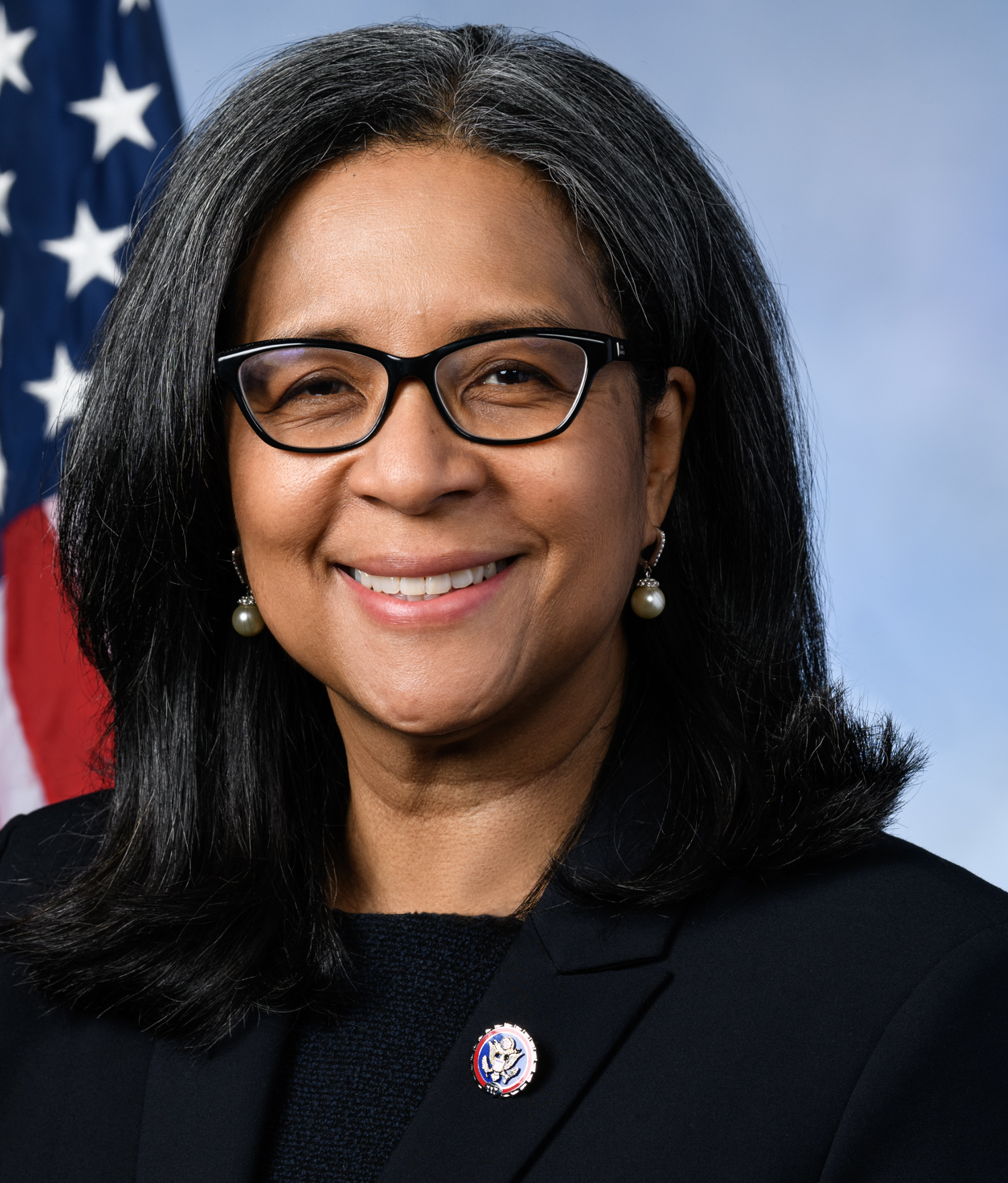
Marilyn Strickland (2021)

Marilyn Strickland (* 25. September 1962 in Seoul, Südkorea) ist eine US-amerikanische Politikerin der Demokratischen Partei. Sie vertritt seit 2021 den zehnten Bezirk des Bundesstaats Washington im US-Repräsentantenhaus. Von 2010 bis 2018 war sie Bürgermeisterin der Stadt Tacoma (Washington).

## Privatleben
Stricklands Vater Willie Strickland war Soldat und kämpfte im Zweiten Weltkrieg und im Koreakrieg. Ihre Mutter Inmin Kim ist Koreanerin. Ihre Eltern lernten sich während seiner Stationierung in Korea kennen. 1967 wurde Stricklands Vater zurück in die USA verlegt, weshalb ihre Familie nach Tacoma zog.
Strickland studierte an der University of Washington und erwarb dort einen Bachelor of Arts in Soziologie. Später erwarb sie an der Clark Atlanta University einen Master of Business Administration.
Marilyn Strickland ist mit Patrick Erwin Strickland verheiratet und lebt in Tacoma.

## Politik
Stricklands politische Karriere begann  2008 als Mitglied im Stadtrat von Tacoma. 2010 wurde sie zur Bürgermeisterin gewählt und übte dieses Amt bis 2017 aus.
Bei der Kongresswahl 2020 gewann sie das Mandat für den 10. Kongresswahlbezirk und folgte damit auf Dennis Heck, der nicht mehr angetreten war, da er als Vizegouverneur von Washington kandidierte und gewählt wurde. Sie hatte die Vorwahl mit rund 5 Prozent Vorsprung für sich entschieden und gewann die Hauptwahl mit 49,3 Prozent der Stimmen und 15 Prozent Vorsprung.
Die offene Vorwahl für die Wahlen 2022 entschied sie mit 56 Prozent der Stimmen klar für sich. Auch die Hauptwahl gewann sie mit 56,9 Prozent der Stimmen klar. Aus der Vorwahl für die Wahlen 2024 ging sie mit 54,3 Prozent der Stimmen erneut als deutliche Siegerin hervor. In der Hauptwahl wurde sie mit 58,7 Prozent der Stimmen für zwei weitere Jahre ins Repräsentantenhaus gewählt.
Ihre aktuelle Legislaturperiode im Repräsentantenhaus des 119. Kongresses läuft noch bis zum 3. Januar 2027.

### Ausschüsse
Strickland ist aktuell Mitglied in folgenden Ausschüssen des Repräsentantenhauses:
- Committee on Armed Services
  - Military Personnel
  - Readiness
- Committee on Transportation and Infrastructure
  - Highways and Transit
  - Coast Guard and Maritime Transportation

Außerdem ist sie Whip der New Democrat Coalition, Sekretärin des Congressional Black Caucus, engagiert sich in der Führung von 11 Caucuses und ist Mitglied in 49 weiteren.